# Бешишниця
Бешишниця (Swertia) — рід родини тирличевих (Gentianaceae), який містить ≈ 166 видів, що поширені в Євразії й на південний схід до Нової Гвінеї, а також у Африці й Північній Америці. Деякі види мають дуже ефектні фіолетові та сині квіти. Багато представників цього роду мають медичне та культурне призначення.
В Україні росте два види: бешишниця звичайна (Swertia perennis), бешишниця крапчаста (Swertia punctata).

## Морфологічна характеристика
Це трави однорічні, дворічні чи багаторічні, від 2 до 180 см заввишки. Кореневища є чи нема. Стебла від відсутніх до добре розвинених, висхідні чи прямовисні, прості чи розгалужені, циліндричні, кутасті чи чотиригранні, крилаті або некрилаті, голі чи запушені. Листки супротивні, рідко чергові чи в кільцях, голі чи запушені, на краю цілі чи рідкісно розділені на малі часточки. Прикореневі листки в розетках чи ні. Квітки 4- або 5-членні, зазвичай згруповані в прості чи волотисті щитки, рідко суворо роздільні, іноді зведені до поодиноких квіток, та ін. Чашечка і віночок ± лопатеві до основи, трубки менше 3 мм. Чашечка гостра чи тупа, голо-запушена. Віночок від білого до синювато-білого, блідо-зелений чи брудно-зелений, жовтий, рідше червонуватий. Коробочки 2-стулкові, від кількох до багатьох насіннєвих. Насіння дрібне.